# Провулок Павла Ловецького
Провулок Павла Ловецького — провулок в Мелітополі. Починається глухим кутом, йде паралельно вулиці Павла Ловецького й закінчується перехрестям з провулком Сєрова. Забудований привадними будинками.

## Назва
Провулок названий на честь Павла Ловецького (1911-1975), мелітопольського письменника, краєзнавця, мандрівника, голови мелітопольського літературного об'єднання, яке тепер носить його ім'я.
Поруч знаходиться однойменна вулиця Павла Ловецького.

## Історія
Перша відома згадка провулку датується 23 листопада 2001 року.